# Gare de Montrond-les-Bains
Gare de Montrond-les-Bains vasútállomás Franciaországban, Montrond-les-Bains településen.

## Vasútvonalak
Az állomást az alábbi vasútvonalak érintik:
- Moret–Lyon-vasútvonal
- Lyon-Saint-Paul-Montbrison-vasútvonal

## Kapcsolódó állomások
A vasútállomáshoz az alábbi állomások vannak a legközelebb:
- Gare de Saint-Galmier - Veauche (Lyon-Perrache pályaudvar, Moret–Lyon-vasútvonal)
- Gare de Feurs (Gare de Moret - Veneux-les-Sablons, Moret–Lyon-vasútvonal)